# Cesmína Pernyova
Cesmína Pernyova (Ilex pernyi) je stálezelený keř s tuhými, nevelkými, tmavě zelenými, ostře ostnitými listy. Pochází z Číny. V Česku je občas pěstována především v arboretech a botanických zahradách.

## Popis
Cesmína Pernyova je stálezelený řídký keř dorůstající výšky 3 až 4 metrů, v domovině i strom až 10 metrů vysoký. Borka kmene je stříbřitě šedá. Větévky jsou zelené, krátce šedohnědě chlupaté, s okrouhlým průřezem. Koncové pupeny jsou vejčitě kuželovité, pýřité, špičaté. Listy jsou tuhé, kosočtverečné, vejčité až vejčitě kopinaté, 2 až 4 cm dlouhé, na líci tmavě zelené a lesklé, na rubu světlejší, oboustranně lysé. Na každé straně listové čepele jsou 1 až 3 ostnité zuby. Řapík je krátký, asi 2 mm dlouhý. Žilnatina je tvořena 1 až 3 páry postranních žilek. Květy jsou žlutavé, 4-četné, jednopohlavné, v úžlabních svazečcích na loňských větévkách. Plody jsou červené, kulovitě vejcovité, 7 až 8 mm dlouhé, s vytrvalým kalichem a bliznou, obvykle se 4 pecičkami. Kvete v květnu a červnu.

## Rozšíření
Cesmína Pernyova pochází ze střední a západní Číny. Roste ve světlých lesích a křovinatých oblastech v nadmořské výšce 1000 až 2500 metrů.

## Význam
Cesmína Pernyova je zřídka pěstovaný druh. Je uváděna ze sbírek Dendrologické zahrady v Průhonicích a Pražské botanické zahrady v Tróji, je možno ji vidět i v Botanické zahradě PřfMU v Brně. Z nemnohých okrasných kultivarů se pěstuje např. zakrslý a velmi ostnitý 'Jermyns Dwarf'.

## Galerie

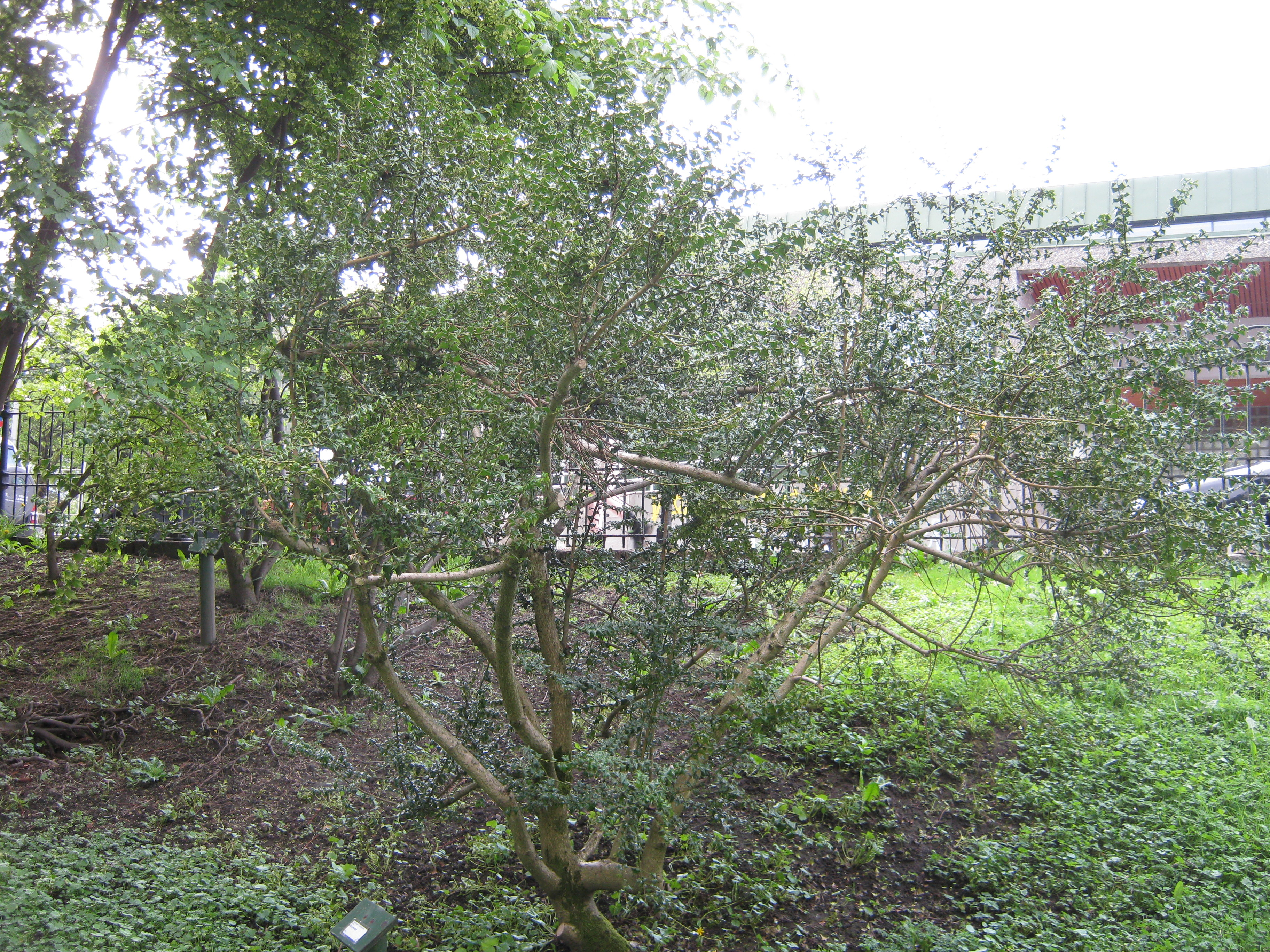
Cesmína Pernyova
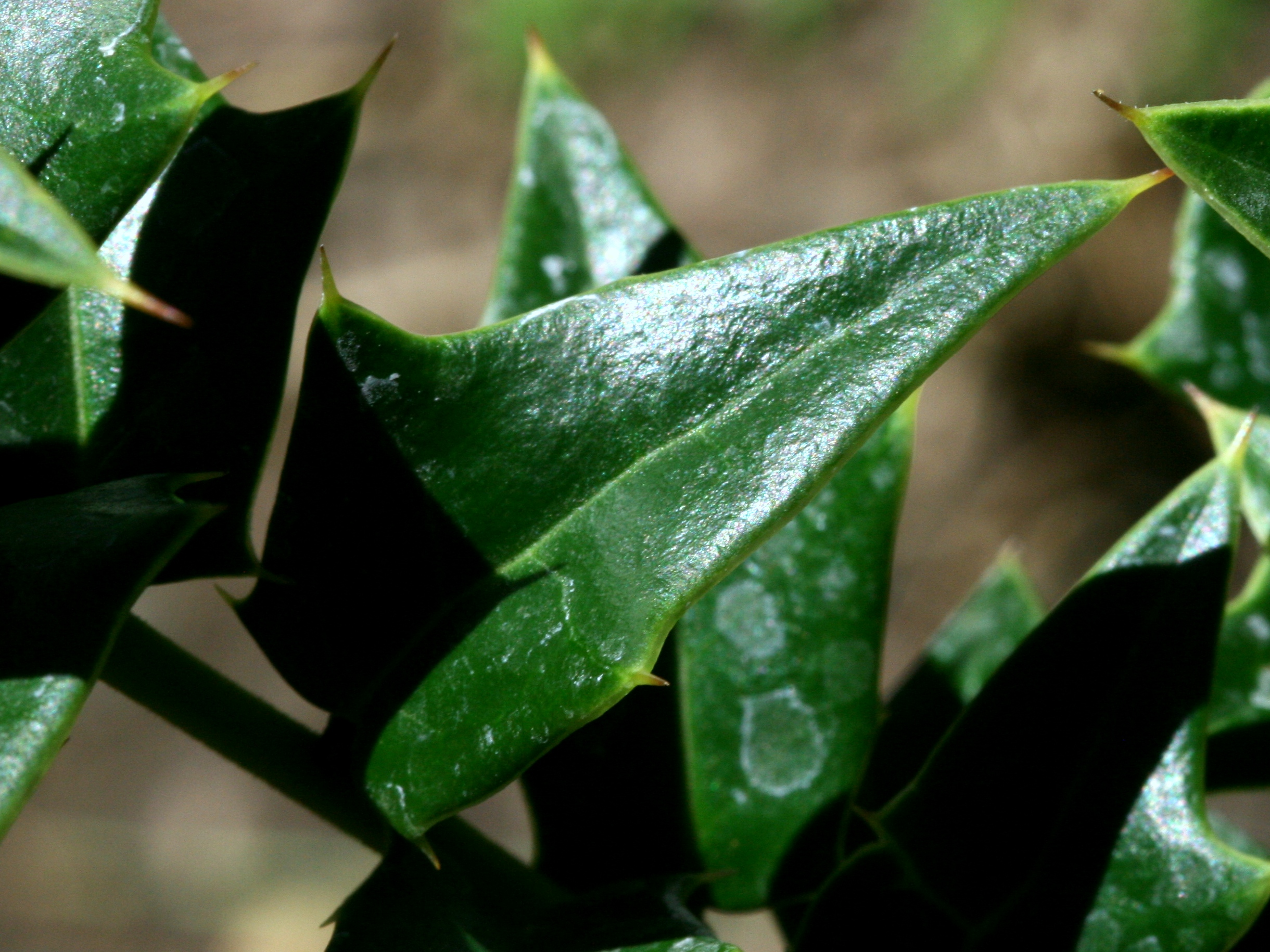
Detail listy cesmíny Pernyovy